# Список глав государств в 146 году
Список глав государств в 145 году — 146 год — Список глав государств в 147 году — Список глав государств по годам

## Африка
- Мероитское царство (Куш):
  - Адекетали, царь (137 — 146)
  - Такидеамани, царь (146 — 165)

## Азия
- Армения Великая — Сохэмос, царь (144 — 161, 164 — 186)
- Западные Кшатрапы — Рудрадаман I, махакшатрап (130 — 150)
- Иберия — Фарсман III, царь (135 — 185)
- Китай (Династия Восточная Хань):
  - Чжи-ди (Лю Цзуань), император (145 — 146)
  - Хуань-ди (Лю Чжи), император (146 — 168)
  - Вдовствующая императрица Лян, регент (144 — 150)
- Корея (Период Трех государств):
  - Когурё:
    - Тхэджохо, тхэван (53 — 146)
    - Чхатхэ, тхэван (146 — 165)

  - Пэкче — Кэру, король (128 — 166)
  - Силла — Ильсон, исагым (134 — 154)
- Кушанское царство — Канишка I, великий император  (127 — 147)
- Осроена — Ману VIII, царь (139 — 163, 165 — 167)
- Парфия:
  - Митридат IV, шах (129 — 147)
  - Вологез II, шах (105 — 147)
- Сатавахана — Шри Пулумави Васиштхипутра, махараджа  (136 — 164)
- Хунну — Доулоучу, шаньюй (143 — 147)
- Япония — Сэйму, тэнно (император) (131 — 191)

## Европа
- Боспорское царство — Реметалк, царь  (132 — 154)
- Ирландия — Конн Сто Битв, верховный король (122 — 157)
- Римская империя:
  - Антонин Пий, римский император (138 — 161)
  - Секст Эруций Клар, консул (146)
  - Гней Клавдий Север Арабиан, консул (146)

## Галерея

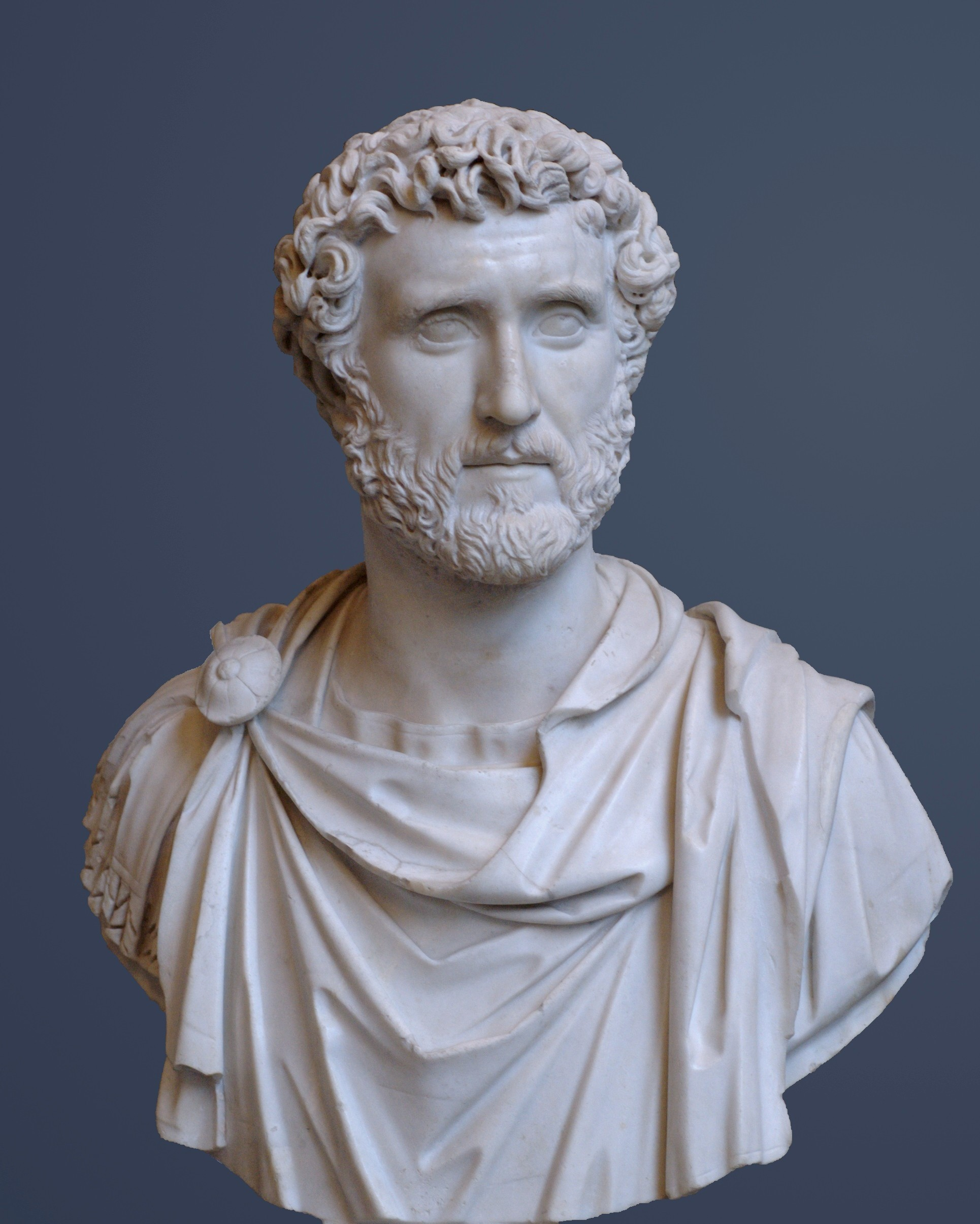
Антонин Пий 138—161 Император Римской империи
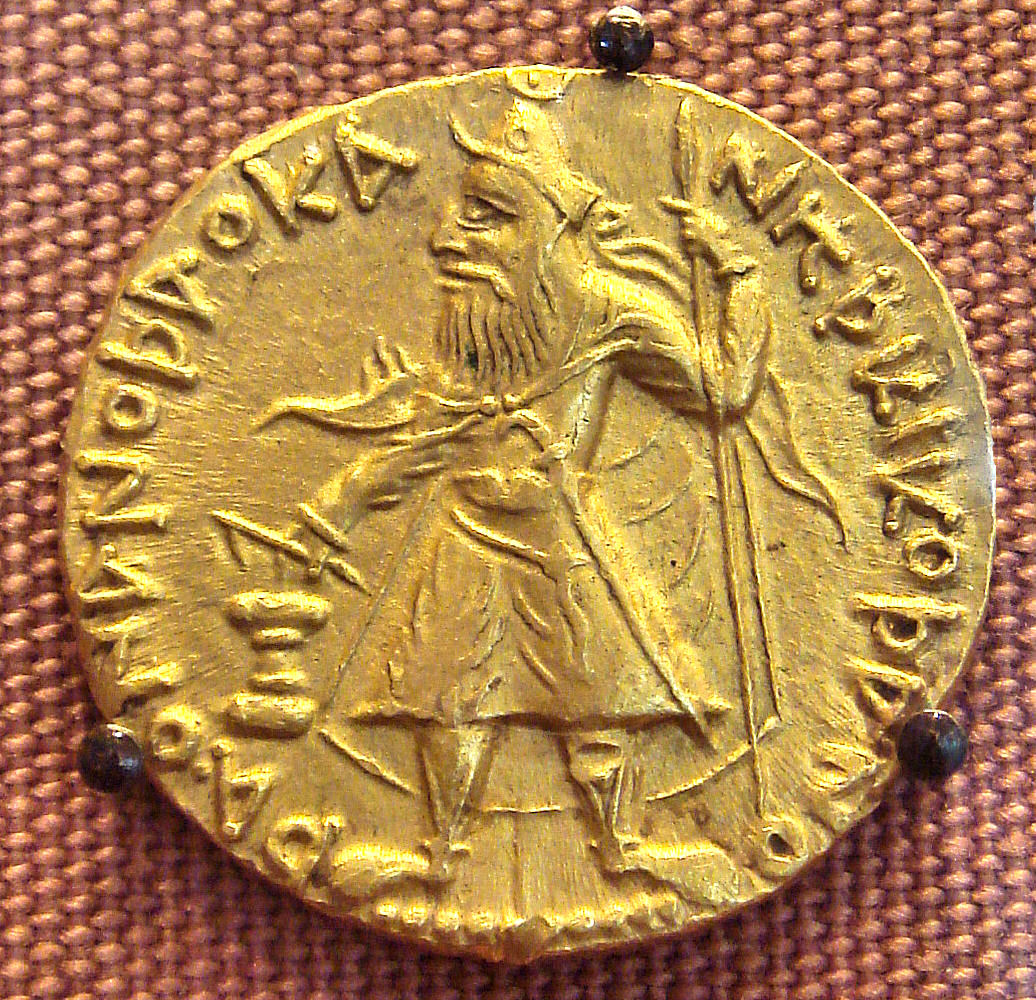
Канишка I 127—147 Царь (Великий император) Кушанского царства
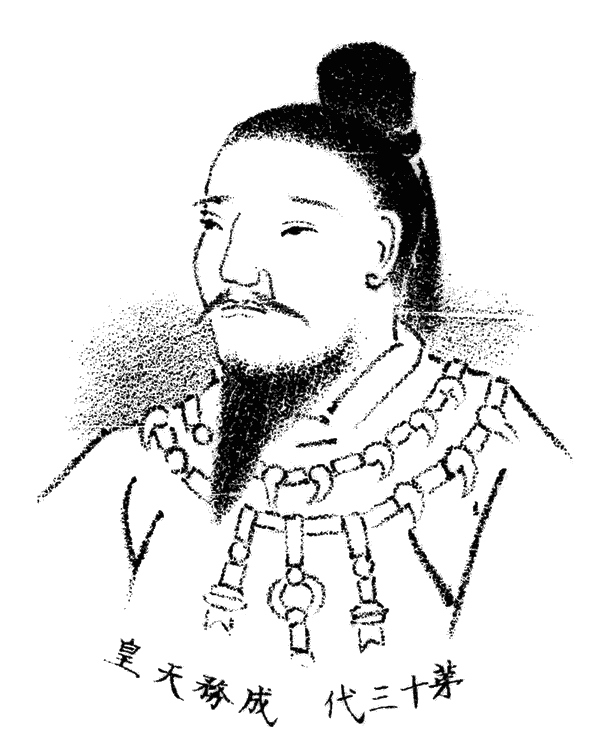
Сэйму 131—191 Император Японии